# Rinocer javanez
Rinocerul de Java este unul dintre cele mai rare mamifere din lume. Spre deosebire de alți rinoceri ,are păr. Pielea sa cenușie și groasă este împărțită prin cute adânci care fac un fel de „creastă” în jurul gâtului cu umflături sau noduli care dau un efect de platoșă. Unicul corn depășește rareori 25 cm în lungime și lipsește la unele femele.
Un păscător de frunze și ramuri solitar și nocturn, se hrănește cu o mare varietate de plante. Rinocerul javanez – sau mai mic, cu un singur corn – a fost decimat de defrișarea zonelor de șes. Supraviețuiesc două populații, profitând de mlaștinile de bambuși și de mangrove de pe coaste.
Masculul își apără probabil teritoriul, marcându-și domeniul cu grămezi de bălegar și bălți de urină; își întâlnește potențialele partenere în băltoace noroioase adecvate. După o gestație de 16 luni, femela fată un pui, care rămâne cu mama sa 2 ani, poate mai mult.
Rhinoceros sondaicus
Areal: S-E Asiei
Lungimea: 3 – 3,3 m
Coada: Neînregistrată
Greutatea: Până la 1,4 tone